# Franciszek II Sforza
Franciszek II Sforza, wł. Francesco II Sforza lub Francesco Maria Sforza (ur. 4 lutego 1495, zm. 24 października 1535) – książę Mediolanu w latach 1521–1535 z rodu Sforzów.
Był młodszym synem Ludwika Sforzy i Beatrice d'Este, bratem wypędzonego przez Francuzów księcia Maksymiliana.
W latach 1510-1511 był rektorem Uniwersytetu Wiedeńskiego. W 1522 walczył w bitwie pod La Bicoccą. Klęska Francuzów pod Pawią doprowadziła do dominacji cesarza Karola V we Włoszech. Wobec tego Franciszek w 1526 przystąpił do ligi z Francją, papieżem Klemensem VII, Wenecją, Anglią i Florencją wymierzonej przeciwko cesarzowi i królowi Hiszpanii Karolowi V. W rezultacie niemal natychmiast został wyparty z Mediolanu przez wojska cesarskie. Zdołał jednak zachować władzę nad wieloma innymi miastami w swym księstwie. Do Mediolanu wrócił w wyniku pokoju w Cambrai, zawartego 5 sierpnia 1529. Jego śmierć w 1535 stała się przyczyną wybuchu kolejnej wojny włoskiej.